# 救ひを求むる人々
『救ひを求むる人々』（The Salvation Hunters）は、1925年のアメリカ合衆国の映画である。ジョセフ・フォン・スタンバーグの監督デビュー作であり、MGMやパラマウントなどの大手映画スタジオが「新人」スタンバーグに注目するきっかけとなった。
フィルム・マーキュリー誌は、本作を1925年のベスト10映画に選んだ。
25年度キネマ旬報社優秀映画投票3位。

## ストーリー
この映画は序文で始まる。
映画では、身体ではなく思想が問題となるため、人生の重要な断片が避けられてきました。思想は国家を創り、破壊することができます。思想は苦しみから生まれ、沈黙の中で生き、役目を終えると死ぬため、なおさら強力です。私たちの目的は、思想を映画に撮ることです。地球に密着して這い、人生はシンプルで、どこからも始まり、どこにも終わらない人間を導く思想です。
物語は、名前も知られていない港の荒涼とした海岸沿いから始まる。産業廃棄物が海岸に散乱する中、巨大なシシュフォスの浚渫船が水路から泥をすくい上げ、巨大な艀に積み込む。この陰鬱な風景には、「地面に這いつくばる人間」である 3人の登場人物が登場する。
気弱で無責任な若者である「青年」は、「少女」に思いを寄せている。年を取り、貧困によって冷酷になった少女は、「靴下と同じくらい落ちぶれた」状態になっている。少女は青年のおずおずとした誘いをはねつける。3人目は「孤児」の少年である。彼は、両親が命を落とした泥の荷船にひっそりと出没している。ブルートは浚渫船の番人として働いており、短気な男である。
ブルートは少女に言い寄るも、冷たくあしらわれる。ブルートは憂さ晴らしに、艀に侵入した孤児を襲う。青年はその襲撃を目撃するが、臆病さで凍りつく。少女は一言で彼を恥じ入らせ、行動を起こさせる。青年はそっと孤児を抱き上げ、ブルートが追う中、二人は逃げる。少女は一瞥して浚渫船の操縦者に合図し、操縦者はブルートの頭に泥を放つ。
青年、少女、孤児の3人は荒涼とした港から名も知れぬ大都市のスラム街へと逃げる。街の裏通りを通りかかったところ、売春宿の男と彼の客である紳士に目撃される。男は少女を娼婦として雇おうと考え、青年に近づき、仕事はたくさんあると保証し、青年が職を探している間、3 人に部屋を提供すると申し出る。彼らがみすぼらしいアパートに案内されると、売春宿の女が飲み物を提供しようと試みる。男は彼女を止め「空腹は、僕が言いにくいことを彼女たちの耳元でささやくだろう」と言う。
時間が経つにつれ、少女は孤児が食べ物を懇願するせいでますます不安になる。また、青年も仕事を見つけられなかった。青年は鮮やかな空想に耽り、その中で、青年、少女、そして子供は裕福な貴族に変身し、偽の軍服を着た召使いに付き添われて彼らの屋敷に到着します。
紳士たちは、売春宿の男の勧めで、少女との性交渉を期待して部屋に入る。少女はその提案を冷静に考える。青年は少女の矛盾した感情に気付き、取り乱す。紳士は少女のジレンマを理解し、何も言わずに少女に金品を贈り、静かに立ち去る。子供は大金を奪い取ってドアに駆け寄り、すぐに食べ物を持って戻ってきて、危機は去った。
計画が失敗に終わったと知った売春宿の男は同僚の女と共謀し、彼らを田舎への遠出に誘い、そこで少女を性産業に引きずり込むことにした。男が誘惑の間、売春宿の女は青年の気をそらす役目を担う。
5人は車で田舎に到着し、「ここであなたの夢が叶います」と書かれた不動産の看板の横に駐車する。売春宿の男は懸命に努力しますが、少女は彼の甘言にはなびかない。怒った男が孤児に八つ当たりするのを見た青年は、孤児を守るために応戦する。少女は青年が男らしさを主張したことを喜ぶ。
3人は意気揚々と、今や家族となり、「太陽の子供たち」として夕日に向かって歩みを進める。

## キャスト
- 青年 - 求職中の若者：ジョージ・K・アーサー
- 少女 -　青年と過ごす貧乏な ：ジョージア・ヘイル
- 孤児 - 両親を浚渫機で亡くしてる ：ブルース・ゲリン
- 売春宿の男　- 3人に部屋を貸してくれる：オットー・マティーゼン
- 売春宿の女 - 3人の世話をしようとする：ネリー・ブライ・ベイカー
- ブルート - 浚渫船の番人：オラフ・ヒッテン
- 紳士 - 売春宿の客：スチュアート・ホームズ

## 製作
未だ無名だったジョセフ・フォン・スタンバーグは、イギリス生まれの若い俳優ジョージ・K・アーサーと知合い、二人で5000ドルに満たない資金を出し合って、この映画を作った。キャストは全てエキストラから集められ、ジョージア・ヘイルも当時はキャバレーの歌手であり、給料の延期に同意した。唯一、紳士役のホームズのみは有名だったので、報酬として100ドルを受取っている。

## 上映
本作はニューヨークでのプレミア上映では完全な失敗で、上映は1週間もかからなかった。全国的にも観客動員数はパッとしなかった。ハリウッドでのプレミア上映でスターンバーグは「キャストのメンバーも観客の中にいて、私の作品を笑いと野次で迎え、ついには暴動を起こした。多くの人が退場し、私も退場した」と述べた。
この映画の短い上映の余韻の中で、アーサーは俳優であり監督でありプロデューサーでもあったチャールズ・チャップリンの自宅にプリントを密かに持ち込み、映画スターとその仲間であるダグラス・フェアバンクス、メアリー・ピックフォード、ジョセフ・シェンクが個人的に鑑賞できるように手配した。その後、 1925年2月1日のニューヨーク・タイムズの日曜娯楽欄に次のような告知が掲載された。
「オーストリアの若手監督、ジョセフ・フォン・スタンバーグ監督の『救ひを求むる人々』が今週マーク・ストランドで上映される。この映画はチャールズ・チャップリン、ダグラス・フェアバンクス、メアリー・ピックフォードの心をとらえた。チャップリン氏は特にこの映画に熱狂した。」
年末、フィルム・マーキュリーの映画評論家アナベル・レーンは本作を1925年のトップ10リストに含めた。